# Tuffit

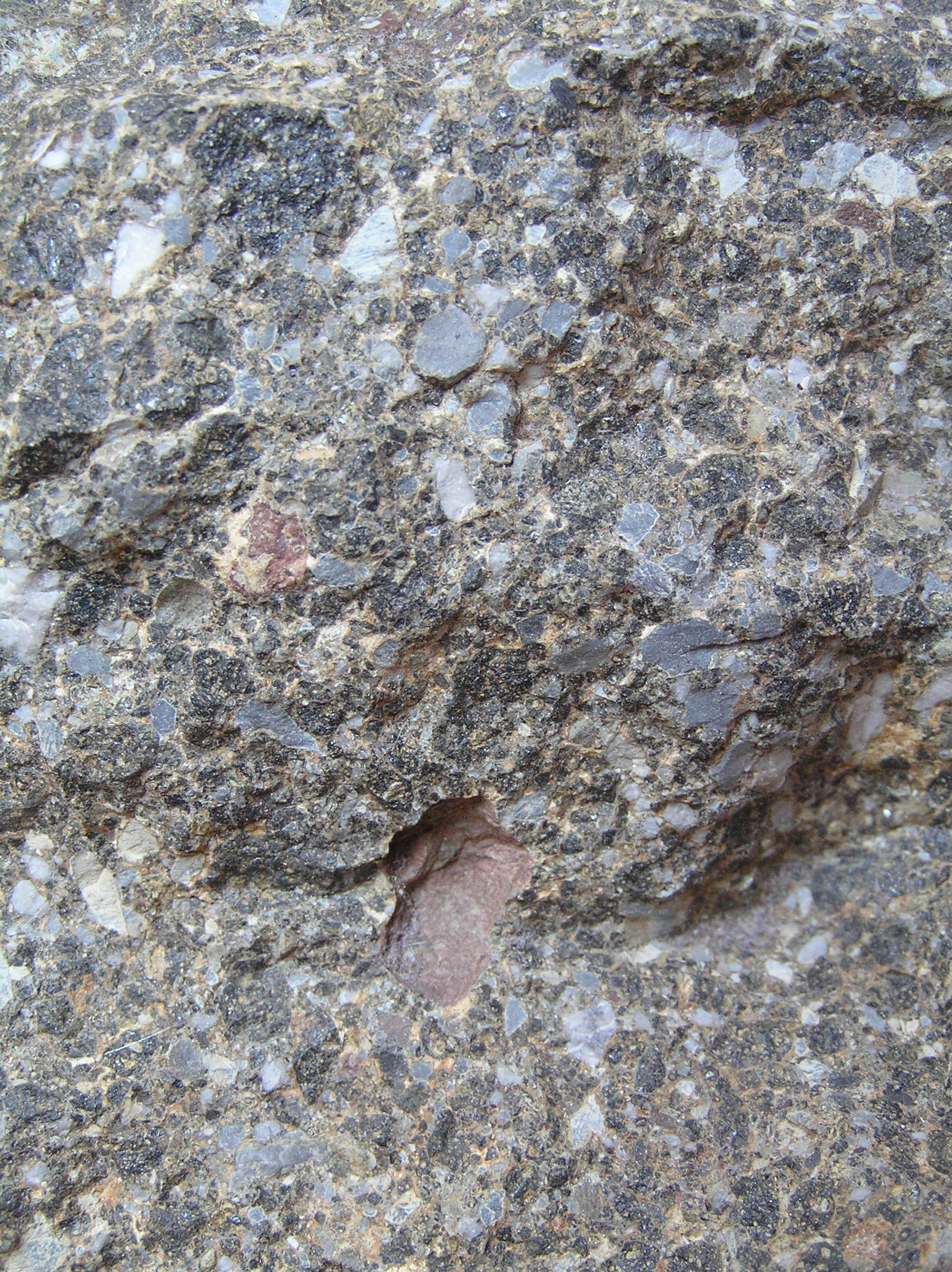
Tuffit från Hohenbol, Tyskland

Tuffit är en typ av bergart som består av 25-75% pyroklastiskt material och återstoden terrigent klastiskt och annat icke-pyroklastiskt material.